# Grasmere (lago)
Il Grasmere è un lago di 0,62 km² dell'Inghilterra nord-occidentale, situato nel Lake District National Park, nella contea della Cumbria. È uno dei più piccoli laghi del distretto.
La prrincipale località che si affaccia sul lago è il villaggio omonimo.
Il lago, posto ora sotto la tutela del National Trust, fu una della mete turistiche preferite dello scrittore William Wordsworth, che lo definì uno dei luoghi più belli in cui fosse mai stato.

## Geografia
Il Grasmere si trova a sud-est dell'Easedale Tarn e ad ovest del Rydal Water, a cui è collegato dal fiume Rothay.
Il lago ha una lunghezza di 1 miglio, la larghezza di mezzo miglio e una profondità di 75 piedi.
Nel lago sorge un'unica isola, nota come semplicemente The Island, ovvero "l'isola".

## Etimologia
Il toponimo Grasmere significa letteralmente "lago fiancheggiato dall'erba".

## Storia
L'unica isola del lago, The Island, fu spesso frequentata dallo scrittore William Wordsworth.
Nel 1893, The Island fu venduta a un soggetto privato e rimase così per molto tempo interdetta al pubblico. Tornò di proprietà pubblica nel 2017, quando fu ceduta al National Trust nel 2017.

## Turismo
Tra le attività praticate sul lago, vi sono le attività natatorie e il canottaggio.